# Tatjana Volosozjar
Tatjana Andrejevna Volosozjar (Russisch: Татья́на Андре́евна Волосожа́р, Oekraïens: Тетяна Андріївна Волосожар; Dnipro, 22 mei 1986) is een in Oekraïne geboren Russisch voormalig kunstschaatsster. Volosozjar en haar partner Maksim Trankov, met wie ze tevens gehuwd is, werden in 2014 voor Rusland olympisch kampioen bij de paren en bij de landenwedstrijd. Ze werden daarnaast in 2013 wereldkampioen en zijn viervoudig Europees kampioen. Volosozjar kwam eerder met Petro Chartsjenko (2000-2004) en met haar toenmalige verloofde Stanislav Morozov (2004-2010) uit voor Oekraïne.

## Biografie

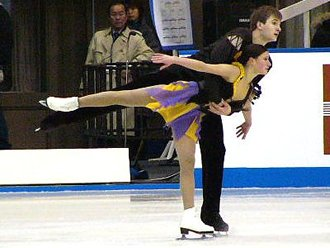
Volosozjar en Chartsjenko (2003)

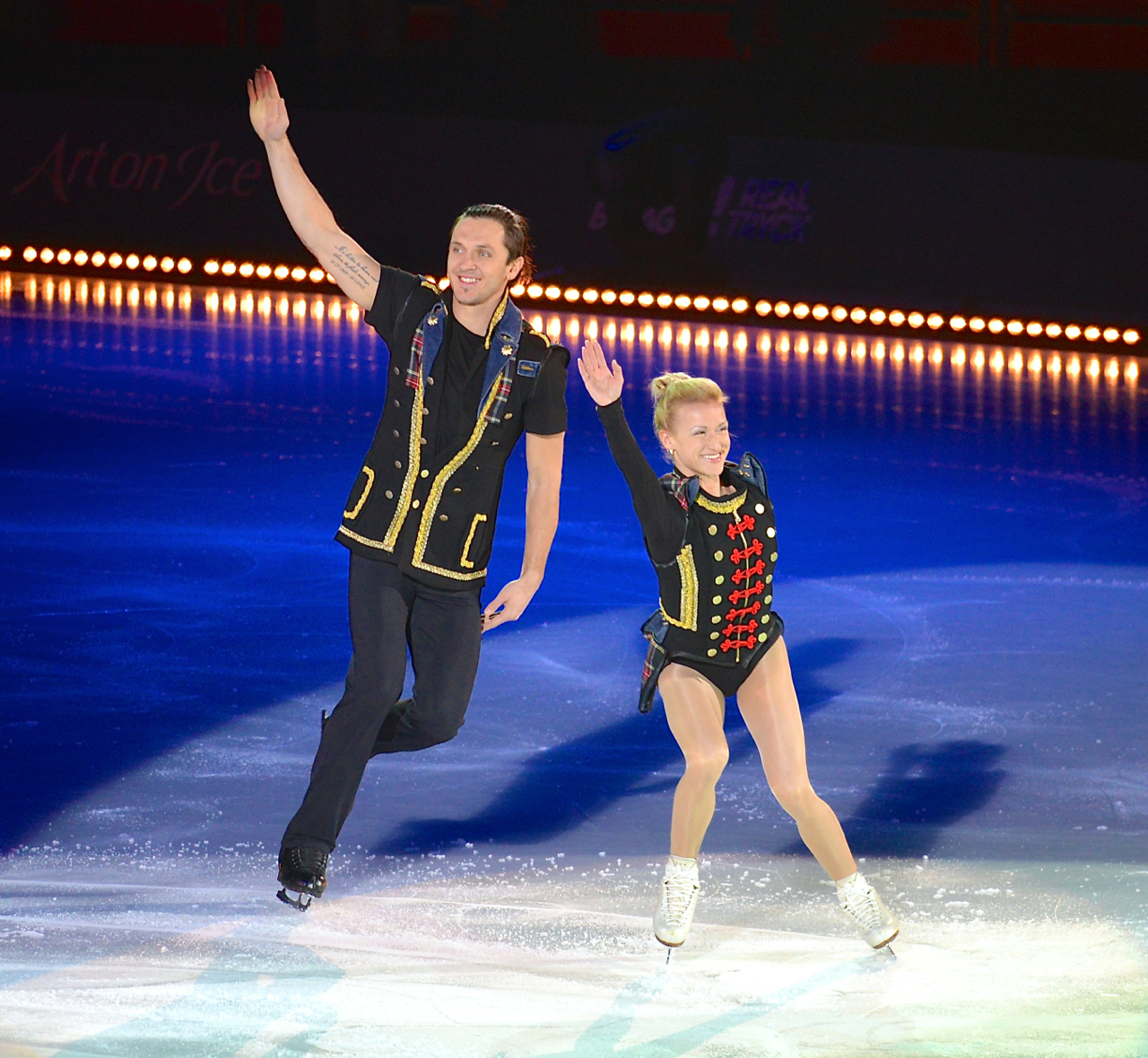
Volosozjar en Trankov (2014)

De in Oekraïne geboren Volosozjar begon op vierjarige leeftijd met kunstschaatsen. Op haar veertiende stapte ze over naar het paarrijden. Volosozjar schaatste als junior de eerste vier jaar met haar partner Petro Chartsjenko. Ze trainden in Dnipro (dat toen Dnjepropetrovsk heette) onder erbarmelijke omstandigheden, totdat ze in 2003 konden verhuizen naar Kiev. Met hem won Volosozjar diverse Junior Grand Prix-wedstrijden. In 2004 werden ze Oekraïens kampioen.
Volosozjar werd het seizoen erna gekoppeld aan Stanislav Morozov. Hun beste prestaties waren drie vierde plaatsen bij de EK en een bij de WK. Ze namen deel aan twee edities van de Olympische Winterspelen, Turijn 2006 en Vancouver 2010, en werden er twaalfde en achtste. Morozov, met wie Volosozjar enige tijd verloofd was, beëindigde in 2010 zijn sportieve carrière. Later ging het stel ook privé uit elkaar.
Zij besloot echter door te gaan met kunstschaatsen. Volosozjar ging vervolgens trainen met de Rus Maksim Trankov, met wie ze vanaf dat moment voor Rusland uit zou komen. Dat bleek een goede zet. Samen wonnen ze goud bij de Europese kampioenschappen van 2012, 2013, 2014 en de wereldkampioenschappen van 2013. Ze veroverden ook twee gouden medailles (bij de paren- en de teamwedstrijd) tijdens de Olympische Spelen in het Russische Sotsji.
Na de Olympische Spelen lasten ze een pauze in, vanwege een schouderoperatie die Trankov moest ondergaan. Volosozjar en Trankov hadden ondertussen een relatie gekregen en huwden op 18 augustus 2015. In 2016 maakten ze een comeback en veroverden voor de vierde keer de Europese titel. Vanwege Volosozjars zwangerschap sloegen de twee ook het seizoen 2016/17 over. Zij beviel in februari 2017 van hun eerste kind, een dochter.
De schaatsers bevestigden in september 2018 dat ze definitief waren gestopt. Vervolgens gaven ze onder meer schaatsdemonstraties in shows als Dancing on Ice. De twee kregen in mei 2021 hun tweede kind, een zoon.

## Persoonlijke records
Volosozjar/Chartsjenko
| records             | punten | datum      | toernooi     |
| ------------------- | ------ | ---------- | ------------ |
| Hoogste totaalscore | 129.85 | 07-11-2003 | Cup of China |
| Hoogste korte kür   | 044.68 | 27-11-2003 | NHK Trophy   |
| Hoogste vrije kür   | 085.55 | 07-11-2003 | Cup of China |

Volosozjar/Morozov
| records             | punten | datum      | toernooi |
| ------------------- | ------ | ---------- | -------- |
| Hoogste totaalscore | 187.83 | 20-01-2010 | EK       |
| Hoogste korte kür   | 067.60 | 19-01-2010 | EK       |
| Hoogste vrije kür   | 120.23 | 20-01-2010 | EK       |

Volosozjar/Trankov
| records             | punten | datum      | toernooi      |
| ------------------- | ------ | ---------- | ------------- |
| Hoogste totaalscore | 237.71 | 20-10-2013 | Skate America |
| Hoogste korte kür   | 084.17 | 11-02-2014 | OS            |
| Hoogste vrije kür   | 154.66 | 20-10-2013 | Skate America |

## Belangrijke resultaten
2000-2004 met Petro Chartsjenko, 2004-2010 met Stanislav Morozov (voor Oekraïne uitkomend)
2010-2016 met Maksim Trankov (voor Rusland uitkomend)
| Kampioenschap            | 00/01 | 01/02 | 02/03  | 03/04  |               | 04/05         | 05/06         | 06/07         | 07/08         | 08/09         | 09/10         |               | 10/11         | 11/12         | 12/13         | 13/14         | 14/15         | 15/16         | 16/17 |
| ------------------------ | ----- | ----- | ------ | ------ | ------------- | ------------- | ------------- | ------------- | ------------- | ------------- | ------------- | ------------- | ------------- | ------------- | ------------- | ------------- | ------------- | ------------- | ----- |
| Olympische Spelen        |       |       |        |        |               | 12e           |               |               |               | 8e            |               |               |               | · (team)      |               |               |               |               |       |
| Wereldkampioenschap      |       |       | 17e    | 14e    | 10e           | 10e           | 4e            | 9e            | 6e            |               | Zilver        | Zilver        | Goud          |               |               | 6e            |               |               |       |
| Europees kampioenschap   |       |       | 7e     | t.z.t. | 5e            |               | 5e            | 4e            | 4e            | 4e            |               | Goud          | Goud          | Goud          |               | Goud          |               |               |       |
| Grand Prix-finale        |       |       |        |        |               |               |               |               | 4e            |               |               | Zilver        | Goud          | Zilver        |               |               |               |               |       |
| Nationaal kampioenschap  | 4e    |       | Zilver | Goud   | Goud          |               | Goud          | Goud          |               | Goud          | Goud          |               | Goud          |               | t.z.t.        | Goud          | t.z.t.        |               |       |
| WK junioren              | 13e   | 10e   | 7e     | 5e     | geen deelname | geen deelname | geen deelname | geen deelname | geen deelname | geen deelname | geen deelname | geen deelname | geen deelname | geen deelname | geen deelname | geen deelname | geen deelname | geen deelname |       |
| Junior Grand Prix-finale |       | 7e    |        | 4e     | geen deelname | geen deelname | geen deelname | geen deelname | geen deelname | geen deelname | geen deelname | geen deelname | geen deelname | geen deelname | geen deelname | geen deelname | geen deelname | geen deelname |       |
| NK junioren              |       | Goud  |        |        | geen deelname | geen deelname | geen deelname | geen deelname | geen deelname | geen deelname | geen deelname | geen deelname | geen deelname | geen deelname | geen deelname | geen deelname | geen deelname | geen deelname |       |

t.z.t. = trokken zich terug
1908: Anna Hübler / Heinrich Burger ·
1920: Ludovika Jakobsson / Walter Jakobsson ·
1924: Helene Engelmann / Alfred Berger ·
1928: Andrée Joly / Pierre Brunet ·
1932: Andrée Brunet / Pierre Brunet ·
1936: Maxi Herber / Ernst Baier ·
1948: Micheline Lannoy / Pierre Baugniet ·
1952: Ria Baran / Paul Falk ·
1956: Sissy Schwarz / Kurt Oppelt ·
1960: Barbara Wagner / Robert Paul ·
1964: Ljoedmila Belooesova / Oleg Protopopov ·
1968: Ljoedmila Belooesova / Oleg Protopopov ·
1972: Irina Rodnina / Aleksej Oelanov ·
1976: Irina Rodnina / Aleksandr Zajtsev ·
1980: Irina Rodnina / Aleksandr Zajtsev ·
1984: Jelena Valova / Oleg Vasiljev ·
1988: Jekaterina Gordejeva / Sergej Grinkov ·
1992: Natalja Misjkoetjonok / Artoer Dmitrijev ·
1994: Jekaterina Gordejeva / Sergej Grinkov ·
1998: Oksana Kazakova / Artoer Dmitrijev ·
2002: Jelena Berezjnaja / Anton Sicharoelidze en Jamie Salé / David Pelletier ·
2006: Tatjana Totmjanina / Maksim Marinin ·
2010: Shen Xue / Zhao Hongbo ·
2014: Tatjana Volosozjar / Maksim Trankov ·
2018: Aliona Savchenko / Bruno Massot ·
2022: Sui Wenjing / Han Cong
2014: Pljoesjtsjenko, Lipnitskaja, Volosozjar/Trankov, Stolbova/Klimov, Bobrova/Solovjov, Ilinych/Katsalapov ·
2018: Chan, Osmond, Daleman, Duhamel/Radford, Virtue/Moir ·
2022: Chen, Zhou, Chen, Knierim/Frazier, Hubbell/Donohue, Chock/Bates